# Dicerocaryum
Genre
Dicerocaryum est un genre végétal de la famille des Pedaliaceae ou des Martyniaceae.

## Espèces
- Dicerocaryum eriocarpum
- Dicerocaryum senecioides
- Dicerocaryum sinuatum
- Dicerocaryum zanguebarium

## Synonyme
- Pretrea